# Awiniszczi (rejon bieżanicki)
Awiniszczi (ros. Авинищи) – wieś (ros. деревня, trb. dieriewnia) w zachodniej Rosji, w osiedlu wiejskim Czichaczowskoje rejonu bieżanickiego w obwodzie pskowskim.

## Geografia
Miejscowość położona jest nad 9,5 km od centrum administracyjnego osiedla wiejskiego (Aszewo), 25 km od centrum administracyjnego rejonu (Bieżanice), 107 km od stolicy obwodu (Psków).

## Demografia
W 2010 r. miejscowość zamieszkiwały 4 osoby.